# Isonymie matrimoniale
L'isonymie matrimoniale qualifie le fait que, dans un mariage, l'époux et l'épouse portent tous les deux le même nom de famille.
C'est rarement dû au seul hasard, mais plutôt aux pratiques endogames ou homogames, et cela peut indiquer un certain degré de consanguinité entre les époux.